# إيمبولك
إبولك أو إي بولج (يُنطق بالأيرلندية: [ə ˈmˠɔlˠəɡ] ) ويسمى أيضاً يوم القديسة بريجي هو مهرجان غالي تقليدي يقام في الأول من فبراير. إنه يمثل بداية الربيع ، وفي المسيحية هو عيد القديسة بريجي شفيعة أيرلندا. تاريخيًا، كانت تقاليدها الشعبية العديدة تُراعى على نطاق واسع في جميع أنحاء أيرلندا واسكتلندا وجزيرة مان . يقع مهرجان إبولك في منتصف الطريق تقريباً بين الانقلاب الشتوي والاعتدال الربيعي وهو أحد المهرجانات الموسمية الغيلة الأربعة إلى جانب مهرجان بيلتين ومهرجان لوغانا ومهرجان سامهين
تم ذكر مهرجان إبولك في الأدب الأيرلندي المبكر ، على الرغم من أنه أقل شيوعاً من المهرجانات الموسمية الأخرى. يقترح المؤرخون أن إبولك كان في الأصل مهرجانًا ما قبل المسيحية (أو وثنيًا ) مرتبطًا بموسم الحملان ، وحلول الربيع، وربما الإلهة بريجي ، مما يشير إلى أن القديسة ويوم عيدها قد يكونان من أشكال التنصير . تم ذكر عيد القديسة بريجيت لأول مرة في العصور الوسطى، لكن عاداتها لم يتم تسجيلها بالتفصحتى العصر الحديث المبكر. في القرون الأخيرة، تم نسج صلبان القديسة بريجي في يوم القديسة بريجي وتعليقها على الأبواب والنوافذ للحماية من الحرائق والمرض والشر. كما صنع الناس دمية لبريجي ( Brídeóg )
التي هي أصل كلمة إبولك أو إي بولج غير واضح. التفسير الشائع هو أنها تأتي من الكلمة الأيرلندية القديمة i mbolc (الأيرلندية الحديثة: i mbolg )، وتعني "في البطن"، وتشير إلى حمل النعاج في هذا الوقت من العام. اشتق جوزيف فيندرج هذه الكلمة من imb- الأيرلندية القديمة. (البادئة المكثفة) folc ('اغسل، طهر') وربطه folcaim ('غسل/تطهير النفس') واقتراح أنه يشير إلى التطهير الطقسي . يشتق إريك ب. هام هذه الكلمة من جذر هندو أوروبي بدائي يعني "الحليب" و"التطهير". يحتوي قاموس كرماك في أوائل القرن العاشر على مدخل لـ Oímelc ، ويطلقون عليه بداية الربيع ويشتقونه من oyamel ('حليب الأغنام')، ويفسرونه بأنه "الوقت الذي يأتي فيه حليب الأغنام". ومع ذلك، يعتقد اللغويون أن هذا هو أصل الكلمة الشعبي ؛ حيث قام الكاتب بإعادة تهجئة الكلمة لإعطائها أصلًا مفهومًا.
تشير نسخة كتاب لينستر من القرن الثاني عشر من Táin Bó Cúailnge ("غارة الماشية على Cooley") إلى أن Imbolc (مكتوبة among) بعد ثلاثة أشهر من مهرجان Samhain في الأول من نوفمبر. في نسخة ستو ، وهي تحديث من القرن الرابع عشر لنفس النص، تم تغيير إبولك إلى فيل بريديي (عيد القديسة بريجيت)، مما يشير إلى أن يوم القديسة بريجيت حل محل إبولك أو استوعبه. تقول قصيدة أيرلندية قديمة أخرى عن التأين في المترية : " iar n-imbulc, ba garb a ngeilt "، والذي ترجمه إدوارد جوين "بعد عيد الشموع ، كان رعيهم صعبًا". عيد الشموع هو يوم مسيحي مقدس يصادف يوم 2 فبراير ويُعرف باللغة الأيرلندية باسم Lá Fhéile Muire na gCoinneal "عيد مريم الشموع".